# Wolfgang Eckert (Bildhauer)

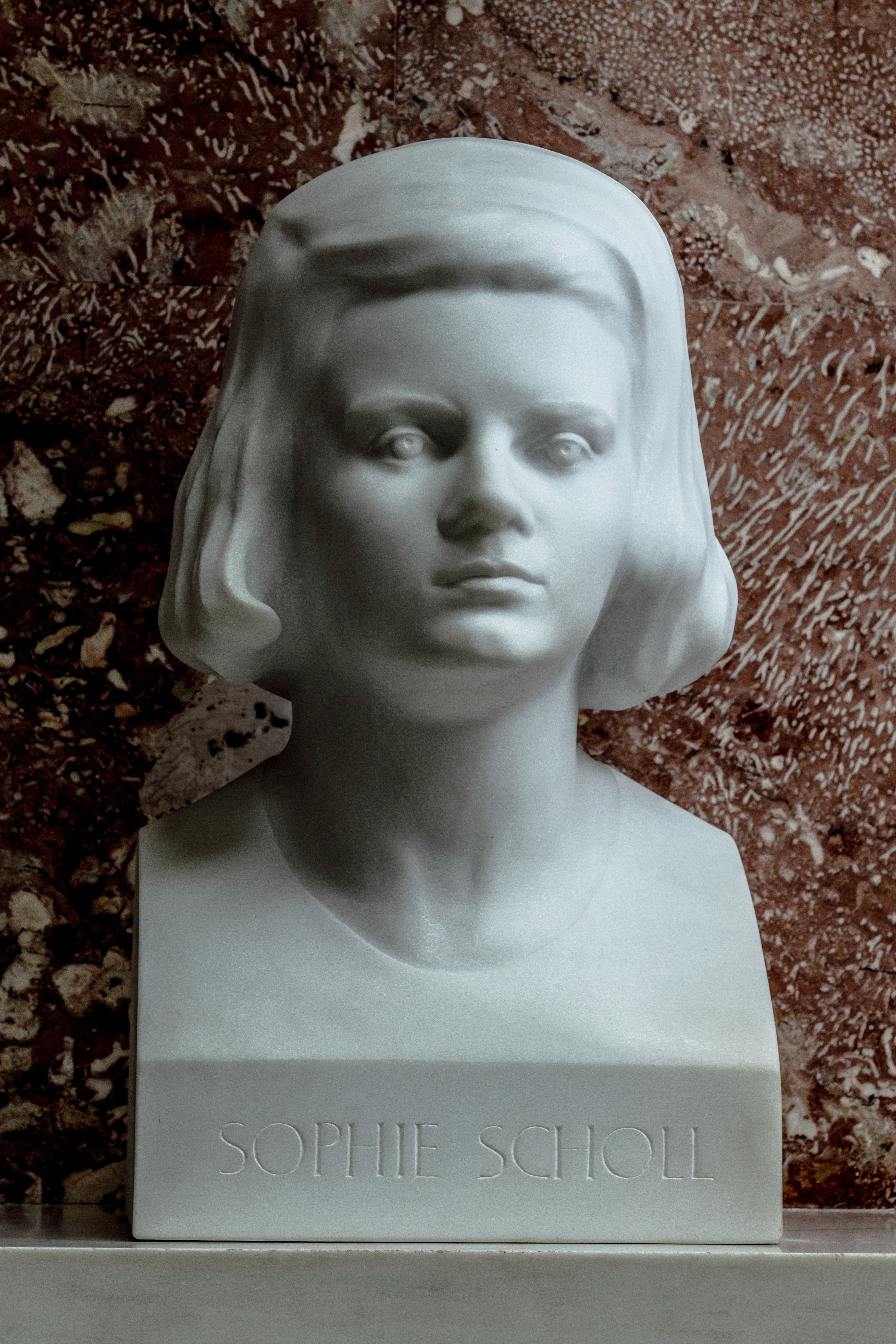
Sophie Scholl, seit 2003 in der Walhalla

Wolfgang Eckert (* 1964 in Furtwangen/Schwarzwald) ist ein deutscher Bildhauer.

## Leben
Eckert absolvierte von 1980 bis 1983 eine Lehre als Steinbildhauer. Von 1989 bis 1995 studierte er an der Akademie der Bildenden Künste München bei Eduardo Paolozzi und Hans Ladner Bildhauerei. 1994 wurde er dort zum Meisterschüler ernannt. Eckert errichtete auf einem Aussiedlerhof außerhalbs Furtwangens 1995 ein Atelier. Dort lebt er mit seiner Frau, der Malerin Julia Elsässer-Eckert.

## Werk
Das künstlerische Arbeitsfeld Eckerts umfasst zum einen die bildhauerische Darstellung des Menschen mittels figurativer Plastik. Daneben beschäftigt er sich mit der architekturbezogenen Gestaltung von Sakralräumen.
Figürliche Plastiken modelliert Eckert in Ton und gießt sie im Verfahren der „verlorener Form“ in Beton, gelegentlich auch in Bronze. Bei neueren Werken finden sich auch Mischarbeitstechniken wie Beton mit aufgetragenem Eisenoxid oder Beton mit aufgetragener Tonerde. Neben kleinplastischen Arbeiten, sowie lebens- und überlebensgroßen Figuren, entsteht seit 1994 ein Porträtzyklus. Es handelt sich  um die Darstellung von Menschen, die aufgrund von alltäglicher Begegnung mit dem Künstler zu Porträtsitzungen in das Atelier gebeten wurden. Dieser Werkserie fügt Eckert ab 2005 auch einige bekannte Personen des öffentlich-kulturellen Lebens hinzu, wie z. B. Marcel Reich-Ranicki (2005), Martin Walser (2006), Eugen Biser (2011) oder Robert Spaemann (2012). Weitere Porträtplastiken, unter anderem auch in Marmor geschlagen, entstanden außerhalb dieses Porträtzyklus im Zuge von Beauftragungen, wie die Büste von Sophie Scholl für die Walhalla oder die Porträtbüste von dem Komponisten Karl-Amadeus Hartmann (1999) für die Ruhmeshalle in München. Ebenfalls beauftragt wurde Eckert zur Darstellung Papst Benedikts XVI. im Freiburger Münster (2011) und Klemens Maria Hofbauer (2016) für die Kath. Pfarrkirche St. Clemens in Triberg.
Bei dem zweiten Schaffenszweig Eckerts, den plastische Arbeiten mit Architekturbezug, handelt es sich vorrangig um die Gestaltung von liturgischen Objekten in Kirchenräumen. Dabei verwendet er auf der Suche nach zeitgenössischen Raum-Kunst-Kontexten vielfältige Materialien. Seit 2002 setzt er neben den Werkstoffen Stein, Bronze und Beton auch CNC-gesteuerte Wasserstrahltechniken ein, indem er mit Konturschnitten in Aluminium und Edelstahl Plastiken konstruktiv entwickelt. In diesem Verfahren entstanden mehrere Kreuze und Objekte, die in verschiedenen Kirchen als zeitgenössischen Ersatz für abhanden gekommene historische Hochaltäre dienten, wie z. B. in der Kath. Kirche St. Georg in Rittersbach oder der Kath. Kirche St. Kilian in Berolzheim. Jüngere Arbeiten dieser Art setzen sich aus mehrlagig hintereinander gestaffelten, stark perforierten Tafeln zusammen, die im Hintergrund auch blattvergoldet sind, wie z. B. in der Kath. Kirche Dachsberg-Urberg oder der Kath. Kirche Angelbachtal.

## Werke im öffentlichen Raum (Auswahl)
- Altarraumgestaltung in der Heimhoferkapelle des Freiburger Münsters, 1996
- Porträt von Karl Amadeus Hartmann für die Ruhmeshalle, München, 1999
- Altarraumgestaltung der Kath. Pfarrkirche Mariä Himmelfahrt, Stetten ob Lontal, 2000
- Altarraumgestaltung der Kath. Pfarrkirche St. Sola, Kösingen, 2001
- Porträtbüste von Sophie Scholl für die Walhalla, 2003
- Altarrückwandgestaltung der Kath. Pfarrkirche St. Georg, Rittersbach, 2004
- Altarraumgestaltung der Kath. St. Bonifatius, Herbrechtingen, 2007
- Karl Borromäus – Figurengruppe in der Seminarkirche, Freiburg i.Brsg., 2009
- Relieftafel Papst Benedikt XVI. im Freiburger Münster, 2011
- Jakobus-Figurengruppe in der Kath. Kirche St. Jakobus, Schutterwald, 2010
- Altarrückwandgestaltung der Kath. Kirche Heilig Kreuz, Angelbachtal, 2010
- Altarrückwandgestaltung der Kath Kirche St. Peter und Paul, Dachsberg-Urberg, 2012
- Danuviusfigur auf der Donauquelle (Quellfluss Breg),  Furtwangen/Katzensteig 2017Danuvius-Figur aus Bronze

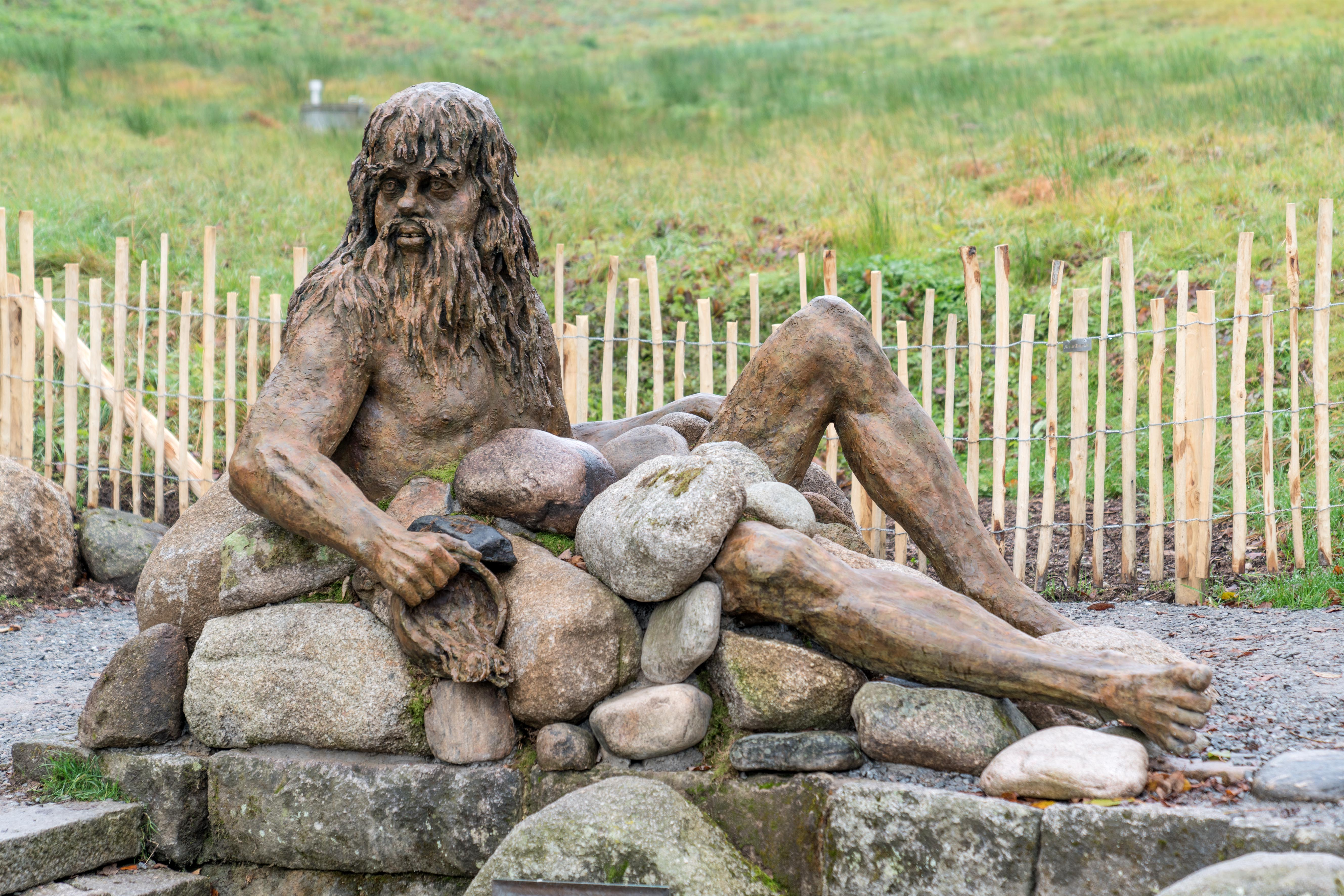
Danuvius-Figur aus Bronze

- Statue des Raimund von Penyafort am Offizialat der Erzdiözese Freiburg, 2018[3]
- Altarraumgestaltung der Kath Kirche St. Cyriak, Furtwangen, 2022

## Publikationen
- W. A. Mozart – Über die Suche nach der Gestalt. Ein Werkbericht. Katalog zur Ausstellung in der Alten Post in St. Märgen. Designconcepts-Verl. St. Märgen 2006, ISBN 3-9807059-5-1.
- mit Eduard C. Saluz: Totentanz. Wege und Prozesse zur Darstellung der Vergänglichkeit. Katalog zur Ausstellung im Deutschen Uhrenmuseum. Designconcepts-Verl., Furtwangen 2011, ISBN 978-3-9807059-9-8.